# Gottfried Finger
Gottfried Finger, także Bohumir Finger , Godfrey Finger   (ur. ok. 1655 lub 1660 w Ołomuńcu, poch. 31 sierpnia 1730 w Mannheim)   – angielsko-niemiecki kompozytor, klawesynista, gambista i kapelmistrz pochodzenia morawskiego. Tworzył w epoce baroku.

## Życiorys
Około 1680 był prawdopodobnie klawesynistą w kapeli książęcej w Ołomuńcu . W 1682 był w Monachium, a wiosną 1687 wyjechał do Londynu, gdzie otrzymał posadę w nowej królewskiej kaplicy katolickiej Jakuba II Stuarta . W 1688 opublikował swoje sonaty z op. 1., które zadedykował królowi Jakubowi II. Nie udał się jednak z królem na wygnanie w 1688, ale pozostał w Londynie i kontynuował karierę na własną rękę. Wydał drukiem trzy zestawy łatwych i melodyjnych utworów dla muzyków-amatorów: VI Sonatas or Solo's (1690) – po raz pierwszy opublikowany w Londynie zestaw sonat na instrument solowy i basso continuo oraz A Collection of Choice Ayres (1691) i A Collection of Musick in Two Parts (1691). Zyskał też dużą popularność jako kompozytor utworów scenicznych, jego ayres i songs z różnych sztuk również ukazywały się drukiem. Anglię opuścił między 1702 a 1704 . 
Następnie służył na dworze księżnej Zofii Charlotty w Berlinie  , gdzie komponował "więcej niemieckich oper" . Od 1706 był kameralistą na wrocławskim dworze księcia Karola III Filipa Wittelsbacha, w którego służbie pozostał do końca swojego życia . W październiku 1707 był kameralistą w kapeli dworskiej w Innsbrucku, a w 1708 został jej kapelmistrzem. W tym samym roku wrócił do Berlina, gdzie wystawiono jego opery Der Sieg der Schönheit über die Helden i Roxane und Alexanders Hochzeit. W następnych latach jeździł z dworem księcia jako kapelmistrz do Neuburga nad Dunajem (1717), Heidelbergu (1718) i Mannheim (1720). Ostatnie lata swojego życia spędził na dworze w Mannheim i Düsseldorfie, komponując utwory kameralne i sceniczne  .

## Wybrane kompozycje
(na podstawie materiałów źródłowych  )

### Utwory sceniczne

#### Suity i ayres do sztuk teatralnych wystawionych w Londynie
- Love for Love, W. Congreve (wyst. 1695)
- The City Bride, J. Harrisa (wyst. 1696)
- The Mourning Bride, W. Congreve (wyst. 1697)
- Iphigenia, J. Dennisa (wyst. 1699)
- Love at a Loss, C. Trotter Cockburn (wyst. 1700)
- Love Makes a Man,  C. Cibbera (wyst. 1700)
- The Humors of the Age, T. Bakera (wyst. 1701)
- Sir Harry Wildair , G. Farquhara (wyst. 1701)

#### Opery
- The Virgin Prophetess, libretto Elkanah Settle (wyst. London, 12 maja 1701)
- Der Sieg der Schönheit über die Helden, libretto Johann von Besser (wyst. Berlin, grudzień 1706)
- Roxane und Alexanders Hochzeit (wyst. Berlin, 28 listopada 1708)

### Utwory instrumentalne
- Sonatae XII pro diversis instrumentis, op. 1 (Londyn, 1688)
- 6 Sonatas op. 2, na 2 flety, (London, ok. 1698)
- VI Sonatas or Solo's, 3 na skrzypce i basso cont,. 3 na flet i basso cont. (Londyn, 1690)
- Dix sonates... op. 3, na flet i basso cont. (Amsterdam)
- XII Sonatas... op. 4, na 2 flety (Amsterdam, 1703)
- X sonate a tre... op. 5, na 2 skrzypiec, wiolonczelę i basso cont. (Amsterdam)
- XII Sonate... op. 6, na 2 flety, wiolonczelę i basso cont. (Amsterdam)

### Utwory wokalne
- A Collection of the Choicest Songs & Dialogues (London, 1703)
  - Celia whose charms
  - In a dark and lonely den
  - I'o Victoria
  - I promised Sylvia to be true
  - My suit will be over
  - Our hearts are touched with sacred fires
  - She that would gain a faithful lover
  - Think not sighs or tears can move
  - Unhappy 'tis that I was born
  - While her the fair Amarillis
  - While I with wounding grief did look
- When Death shall drive our souls away, dialog na 2 głosy i basso cont.
- Cecilia, look down and see, do słów T. Parsons, oda do św. Cecylii (22 listopada 1693, zaginiona)
- Weep, all ye muses, Mr Purcel's Farwel, do słów J. Talbot, oda na śmierć Henry'ego Purcella (13 stycznia 1696, zaginiona)